# Јоко Танака
Јоко Танака (јап. 田中 陽子; 30. јул 1993) јапанска је фудбалерка.

## Репрезентација
За репрезентацију Јапана дебитовала је 2013. године. За тај тим одиграла је 4 утакмице.

## Статистика
| Јапан  | Јапан | Јапан |
| Год.   | Ута.  | Гол.  |
| ------ | ----- | ----- |
| 2013   | 4     | 0     |
| Укупно | 4     | 0     |